# إصلاح غريغوري

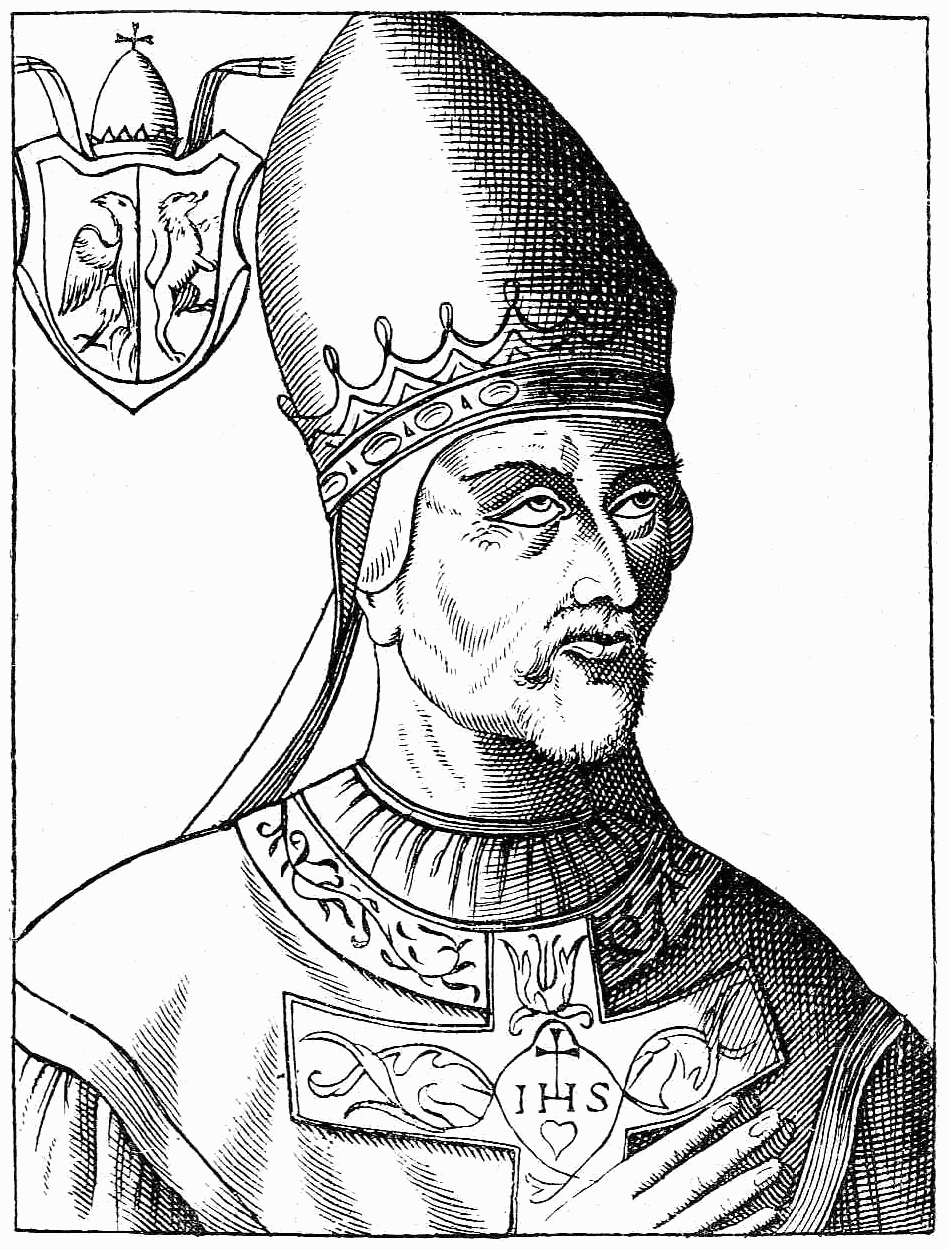
البابا غريغوري السابع؛ والذي دعيت حركة الإصلاح على أسمه.

الإصلاح الغريغوري هي سلسة من الإصلاحات من التي بدأها البابا غريغوري السابع في الكوريا الرومانية، بين الأعوام 1050 حتى 1080، وكان الغرض منه هو تعزيز دور البابوية والكوريا الرومانية ضد تأثير الحكام في أوروبا والقضاء على الفساد في الكنيسة. بدأ الإصلاح مع تعيين البابا غريغوري السابع في عام 1073 واستمر في عهد خلفائه. وتألفت عملية الإصلاح من سلسلة من النضالات والقرارات ضد الفساد في الكنيسة والأساقفة المتمردين، وخاصًة ضد الحكام العلمانيين في أوروبا، من أجل تعزيز استقلالية الكنيسة وقوتها.
تسبب الإصلاح الغريغوري رفض من الحكام وبالتالي ارتبطت مع نضالات مختلفة بين الكنيسة الحكام. النضال الأشهر والذي كان جزء من هذا الإصلاح الصراع الرئيسي من نزاع التنصيب والذي بدأ في عام 1075 بين البابا غريغوري السابع وهنري الرابع الإمبراطور الروماني المقدس.
حلول القرن الحادي عشر من خلال جهود وسلسة إصلاحات غريغوري السابع، نجحت الكنيسة بتأسيس واعلان نفسها بأنها «كيان مستقل من الناحية القانونية والسياسية داخل المسيحية الغربية». مما أتاح للكنيسة قوة سياسية وتأثير كبير على المجتمع الغربي؛ وكانت قوانين الكنيسة وتشريعاتها القانون النافذ ويمتد تأثيرها إلى السلطات القضائية وحياة والشعوب في جميع أنحاء أوروبا، مما أتاح لها سلطة بارزة. ومن خلال نظام المحاكم الخاص بها، احتفظت الكنيسة الولاية على جوانب كثيرة من الحياة العادية، بما في ذلك الميراث، والتعليم، والوعود شفوية، وخطاب القسم، والجرائم الأخلاقية، والزواج. وباعتبارها واحدة من أقوى المؤسسات في العصور الوسطى، فقد انعكست المواقف الكنيسة على القوانين العلمانية الحديثة.
وكان غريغوريوس غيورا على نشر حقائق الإنجيل بين البرابرة حتى يعتنقوا الايمان الكاثوليكي؛ فقد فهم ان هذه الشعوب الجديدة تخفي تحت قشورها الخشنة مصادر طاقة وقوة لتطوير الكنيسة في الغرب.ان جماهير الغزاة الذين انقضوا على مقاطعات الامبراطورية اهتدوا عاجلا إلى المسيحية. ومع انهم لم يكونوا يعرفون شيئا كثيرا عن ديانتهم الجديدة، الا انها لينت طباعهم وهذبت نفوسهم إلى حد كبير. فقد سبق للاساقفة الغاليين-الرومانيين، ان بشروا الفرنجة والبورغنديين؛ وفي القرن السادس، في الوقت الذي اعتلى فيه غريغوريوس عرش البابوية، كان وضع الامبراطورية التي كانت تعاني من الافتقار إلى سلطة اوحى إلى البابا بسياسة جديدة، فصب اهتمامه على الغرب حيث راحت تنشأ دول البرابرة الجديدة، وحيث كانت البدعة الاريوسية تهدد سلامة العقيدة المستقيمة. فاقام علاقات بالملكة تيودولند واقنعها بأن يتم تعليم ابنها في الدين الكاثوليكي. وباشر، بواسطة صديقه لياندرو، اسقف اشبيلية، محاولة رد ريكاريدو ملك الفيزيقوط. وتبادل الرسائل وافرة مع ملوك الفرنجة، ولكن رغبة قلبه الخصوصية التي انشغل بها وقتا طويلا كانت تبشير الإنجليز السكسونيين.

## التبشير في بريطانيا
والحادثة التي وجهت ذهن غريغوريوس إلى تبشير بريطانيا حادثة جميلة يليق بنا ان نفسح لها مجالا في هذا الفصل. وهي انه في أحد أيام رهبنته الأولى قبل ارتقائه كرسي البابوية، راي في السوق اولادا حسان المنظر ذوي شعر جميل يُعرضون للبيع، فاخذوا بمجامع قلبه، فسأل: "من أي بلاد أتوا؟" فأجابه الحاضرون: "من جزيرة بريطانيا". فقال: "وهل سكان تلك الجزيرة مسيحيون ام وثنيون؟" فاجابوا: "انهم ما زالوا وثنيين". فقال: "واحسرتاه ان تكون تلك الصور البديعة في قبضة سلطان الظلمة! ما احسن ان يقترن جمال الصور هذا بجمال أفضل هو جمال النفس!". ثم سأل قائلا: "ماذا يدعون؟" فاجابوا: "انهم انجليز" فقال: "حقا انهم انجيلز (أي ملائكة). ثم قال: "ومن اية مقاطعة؟" فاجابوا: "من مقاطعة ذيرا – وهي نورثميرلاند". فقال: "حقا يجب ان يُنقذوا من غضب الله، ويتمتعوا برحمة المسيح". ثم سأل: "وما اسم ملكهم؟" فاجابوا: "اسمه ايلا". فقال غريغوريوس: "نعم يجب ان تُنشد الهللويا في ربوع تلك المملكة".
  أصبح من ذلك الوقت مطمح نفس غريغوريوس ان يكون أول مُرسل إلى هؤلاء القوم الحسان، وان يربح تلك الجزيرة البربرية النائية إلى ملكوت المسيح. فسعى حتى حصل بعد الجهد على موافقة البابا، ثم قام برحلته فعلا وسافر مسيرة ثلاثة أيام في نهايتها ادركه رسل البابا الموفدون لارجاعه، لأن روما كلها هاجت وماجت والزمت البابا باعادته. ولكن مع انه مُنع من القيام بهذه الارسالية بنفسه الا ان ذلك الغرض النبيل لم يبرح فكره. وفي سنة 596، أي بعد ارتقائه السدة البطرسية، سافرت ارسالية غريغوريوس المشهورة من إيطاليا قاصدة بريطانيا، وكانت مؤلفة من اربعين مرسلا من الرهبان تحت قيادة اغسطينوس الراهب. ولكنهم اذ سمعوا باخلاق القوم وعاداتهم الوحشية، وهم يجهلون لغتهم أيضا، ضعفت عزيمتهم وخافوا ان يتقدموا في طريقهم، فاوفدوا اغسطينوس ليرجع ويلتمس من غريغوريوس اعفاءهم من هذه الخدمة. ولكن غريغوريوس لم يكن الرجل الذي يمكن ان يتخلى عن ارسالية كهذه، ولا سيما ان ارسالها لم يكن بتسرع أو عدم روية، بل كان نتيجة صلوات كثيرة وتفكير طويل. لذلك شجعهم غريغوريوس على المضي في طريقهم معتمدين على الاله الحي، واثقين انهم لا بد يجنون ثمرة اتعابهم في الابدية. واعطاهم رسائل تعريف إلى الاساقفة والامراء، وزودهم بكل ما في طاقته من المساعدة. وهكذا استأنفوا رحلتهم مارين بفرنسا حتى وصلوا إلى بريطانيا.
وقد احسن اثلبرت استقبال المرسلين بتأثير من زوجته برتا ابنة كلوتير الأول ملك الفرنجة وكانت مسيحية. فسمح لهم ان يأتوا إلى كانتربي مقر الملك، وهناك عرضوا عليه البشارة، ومع انه لم يهتدي، الا انه اعطاهم الحرية وسمح للمرسلين بالتبشير للشعب.

## إدارة غريغوريوس المدنية
غير ان غريغوريوس اضطر بالنسبة لاختلال حكومة إيطاليا، ومحافظة على أمن رعيته وشعبه، ان يمارس اعمالا كثيرة شاقة بعيدة كل البعد عن دعوته الروحية. لقد كان الإمبراطور بعيدا فرأى البابا نفسه ملزما ان يحلّ محل السلطة الزمنية، وان يتعامل مع اللومبرديين، الذين كانوا في ذلك الوقت مصدر رعب للايطاليين، لأن القوط كانوا قد تمدنوا إلى درجة كبيرة وتشربوا بالمبادئ الرومانية. اما اللومبارديون، الغزاة الجدد، فكانوا برابرة قساة، مع انهم كانوا يعترفون بانهم ابطال الاريوسية. ولم تبذل القوة الامبراطورية أي مجهود في حماية رعاياها منهم. ومن ثم كثرت الحروب والمجاعات والاوبئة بشكل اخرب البلاد وادمى القلوب، فهرع الجميع إلى اسقف روما كرجل الساعة الوحيد، واثقين تمام الثقة في مقدرته وصلاحه، كما اضطر  إلى ان يأخذ قرارات تتناول الموظفين مدنيين وعسكريين. فراحت الكنيسة تقوم شيئا فشيئا مقام الامبراطورية في إيطاليا. وعليه، يمكن اعتبار غريغوريوس مؤسس سلطة البابوية الزمنية. وهكذا بدأت مدينة الله التي استشفها القديس اوغسطينوس ترتتسم صورتها على الأرض.
وهكذا نرى ان البابا الزم الزاما على تقلد السلطة الزمنية في بادئ الامر، فهو لم يسع إلى ذلك المركز، بل بالعكس قام بمهامه رغم ارادته، معتبرا انه مركز تافه بالنسبة إلى هدف حياته الاعظم، ترك، رغما عن ارادته، حياة التنسك والتأمل الهادئة، ودخل في معترك الامور السياسية كواجب يؤديه نحو الله والوطن. فعُهدت اليه معظم شؤون الدولة. ويظهر تاريخه كله انه اظهر كفاءة عظيمة ونشاطا لا يهدأ في مختلف المشاغل التي كانت له كحاكم روما الحقيقي وحامي إيطاليا من اللمبارديين.
ويعود الفضل أيضا إلى غريغوريوس بالتحضير للسلطة الزمنية للبابوية. فقد كانت ممتلكات الكنيسة الرومانية Le Patrimoine de Saint-Pierre ضخمة. فاستطاع بادارة حكيمة، ان يحصل من هذا الإرث مداخيل كثيرة، استعملها كلها، كما رأينا، في تخفيف الويلات التي انتشرت في عصره في روما وغيرها من البلاد.
قمع ما كان قائما في املاك البابا من استغلال وتسيب، وقدم قروضا بلا فائدة للزراع المستأجرين، ولم يتوان عن جميع ايرادات املاك الكنيسة بحزم وسرعة. وقبل هبات الأراضي للكنيسة، من الاشراف الذين اقضت مضاجعهم مواعظه عن اقتراب نهاية العالم.
واخذ على عاتقه، فضلا عن تلك الامور الصعبة التي كان عليه ان يواجهها، مسؤولية معالجة قضايا أخرى وايجاد حلول لها، كاعادة السلام إلى شبه الجزيرة الايطالية، وتوقيع معاهدة هدنة عام 592وقعها نائبه في رافينا، وتوحيد الغرب بالتبشير بالإنجيل، والاتصال بالشعوب التي اعتنقت المسيحية. وهكذا قائممقام السلطة الامبراطورية التي انهارت، فنظم الدفاع عن إيطاليا الوسطى وروما ونابولي، واقام أيضا علاقات وثيقة مع ملك فرنسا والاساقفة الفرنسيين، مما يدل على نشاط غريغوريوس السياسي الهام وغيرته وارادته الجبارة في سبيل مجد الله ومصلحة الشعب والكنيسة.

## أعمال غريغوريوس الادبية
عمل غريغوريوس الادبي واضح بسيط وبليغ، في أكثر الاحيان، فقد كان له اعمق الأثر في عقول الناس إلى اخر القرن الثاني عشر، إذ كان مصدر تأمل ونور روحي. حتى غدا في نظر الجميع وفي نظر التاريخ «معلم الغرب»، فوصف كاتب مجهول غريغوريوس، بما نقشه على شهادة قبره، بأنه «قنصل الله». لقد ترك هذا المعلم والمرشد العظيم مؤلفات كثيرة في الإرشاد واللاهوت الادبي والليتورجيا، تُوائم عقلية الجماهير، منها كتاب «الراعوي أو كتاب قانون الرعاية» اوجز فيه نصائحه إلى الاساقفة، فاصبح في ما بعد مرجعا من المراجع المسيحية الهامة في موضوعه. ومن امتع كتبه قصة «حياة بندكتوس»، وهي في الواقع انشودة ساحرة من التبجيل. وله أيضا «رسائل» (868) رسالة، تعتبر من التراث الادبي، كشف فيها عن قدرته الادبية، ورسم بها صورة دقيقة لعقله وعصره.
ولغريغوريوس شرح هام لسفر «أيوب» في ستة مجلدات. وهو في نظره تاريخ حقيقي. لقد ختم هذا الشرح بقوله انه يجد في سفر أيوب جميع آراء اوغسطينوس الدينية. وفي معتقده ان الكتاب المقدس هو كلام الله وانه في حد ذاته نظام كامل من الحكمة والجمال، فعلى الإنسان الا يضيع وقته، ويُفسد اخلاقه بقراءة الكتب الوثنية اليونانية واللاتينية القديمة، وهو يرى ان للكنيسة وحدها حق تفسير ما غمُض من آياته. واذا حاول العقل ادراك ما فوق قدرته، خسر كل شيء حتى الشيء الذي يستطيع فهمه، اذ ليس في قدرة افهامنا ان نعرف كنه الله، وكل ما في وسعنا ان نقول: إنه ليس كذا وكذا، ولكننا لا نستطيع ان نقول ما هو... يحاول غريغوريوس اثبات وجود الله، لكنه يقول ان بوسع الإنسان ان يشير إلى وجوده بالتفكير في النفس البشرية، فهي القوة الحية وهادية الجسم. غير ان بساطة غريغوريوس جعلت له في عقول الناس، تأثيرا أكبر من تأثير اوغسطينوس الذي كان غريغوريوس يقتدي بهداه بتواضع فاتن جذاب.
اما من الناحية العقلية، فقد تمثلت عقلية العصور الوسطى أول ما تمثلت اصدق تمثيل في عقلية غريغوريوس، فبينما كانت يده تدير شؤون إمبراطورية مشتتة غاب راعيها، كان تفكيره منصرفا إلى بحث مسألة فساد الطبيعة البشرية وغواية الشياطين الذين لا يخلو منهم مكان على سطح الأرض، ومسألة نهاية العالم القريبة. فظلت خطبه القوية المرعبة في تلك العقائد الدينية تخامر عقول الناس قرونا عديدية. وغرغوريوس يؤمن بجميع المعجزات والكرامات المذكورة في القصص الشعبية الخرافية، كما يبدو من «محاوراته»، التي كان يرويها عن أُناس جديرين بالثقة والاحترام، وبكل ما يُعزى من تأثير إلى مخلفات القديسين من ذخائر وصور، لأنه عاش في زمن متقدم وفي عالم مليء بالملائكة والشياطين والسحرة والاشباح. ولهذا يجد العلماء اليوم في بعض كتبه، ما يُعتبر سخفا، مما يجعل الباحث في حيرة كبيرة من امره، حتى لا يدري هل كان هذا الإداري والمفكر العظيم، يؤمن حقا بما يكتبه ام انه كان يرى فيه خيرا وفائدة للنفوس الساذجة الخائة ان هي آمنت بما يُكتب لها. حتى ان عقل غريغوريوس تجرد من كل معنى يُشعر بان للعالم نظاما قائما على أساس العقل. وكان العلم في رأيه مستحيل الوجود في الكون. والدين الرهيب وحده هو الذي بقي فيه، وارتضت القرون السبعة التي جاءت بعده هذه النظرية التي حاول الفلاسفة المدرسيون ان يبرزوها بصورة تتفق مع العقل، وقد أصبحت هي الأساس الذي يُنيت عليه «الكوميديا الالهية» لدانتي.  فمحاورات غريغوريوس هي أهم مؤلفاته في نظر بعض المؤرخين والعلماء اللاهوتيين.